# Jean-Claude Pascal
Jean-Claude Pascal, nome artístico de Jean-Claude Villeminot, (Paris, 24 de Outubro de 1927 — Paris, 5 de Maio de 1992) foi um cantor e ator francês.
Venceu o Festival Eurovisão da Canção 1961 representando o Luxemburgo com a canção Nous les amoureux (Nós os amantes) com canção composta por Jacques Datin e letra de Maurice Vidalin. Mais tarde, em 1981 voltou a representar o mesmo país com a canção C'est peut-être pas l'Amérique (Isto não pode ser a América), com canção composta por Sophie Makhno e Jean-Claude Petit, contudo apenas obteve o 11º lugar entre vinte países participantes.

## Discografia
- Lili Marleen (em inglês e alemão)
- Nous les amoreux, letra:
- C'est peu-être pas l'Amérique , letra:

## Filmografia
Jean-Claude Pascal participou em dezenas de filmes:
- Un grand patron
- Quattro rose rosse
- Ils étaient cinq
- Le Jugement de Dieu
- Le Plus heureux des hommes
- Le Rideau cramoisi
- La Forêt de l'adieu
- Un caprice de Caroline chérie
- Alerte au sud
- La Rage au corps
- Les Enfants de l'amour
- Le Coeur frivole ou La galante comédie
- Le Chevalier de la nuit
- Si Versailles m'était conté
- Le Grand jeu
- I Tre ladri
- Les Mauvaises rencontres
- Le Fils de Caroline chérie
- Milord l'Arsouille
- La Châtelaine du Liban
- Le Salaire du péché
- Las Lavanderas de Portugal
- Guinguette
- Pêcheur d'Islande
- Le Fric
- Die Schöne Lügnerin
- Préméditation
- Les Arrivistes
- La Encrucijada
- Le Rendez-vous
- La Salamandre d'or
- Vol 272
- Poppies Are Also Flowers
- Comment ne pas épouser un milliardaire
- Las 4 bodas de Marisol
- Indomptable Angélique
- Angélique et le sult an
- Unter den Dächern von St. Pauli
- Au théâtre ce soir: Les Français à Moscou
- Le Temps de vivre, le temps d'aimer
- Le Chirurgien de Saint-Chad
- Liebe läßt alle Blumen blühen
- Au théâtre ce soir: Adieu Prudence